# Ida Mett
Ida Lazarévitch-Gilman, dite Ida Mett, née à Smorgone dans l'Empire russe le 7 juillet 1901 et morte à Paris le 27 juin 1973, est une écrivaine, syndicaliste révolutionnaire et libertaire de langue russe.
En 1926, elle rencontre au sein du groupe des exilés anarchistes russes parisiens, Nestor Makhno et Voline.
Elle est avec Piotr Archinov, une des rédactrices de la « Plate-forme organisationnelle de l’union générale des anarchistes ».

## Biographie

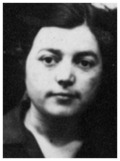

Née dans une petite ville industrielle de Russie à dominante juive dont la tannerie est l'activité principale, et issue de parents (dont Meyer Gilman) marchands d'étoffe, Ida Mett entame des études de médecine.
En 1924, quelques semaines avant d'obtenir son diplôme, elle est arrêtée par les autorités soviétiques pour menées subversives. À vingt-trois ans, elle s'enfuit seule de Russie avec des contrebandiers juifs.
Elle vit deux ans chez des parents en Pologne, puis arrive à Paris en 1926 où elle rencontre Nicolas Lazarévitch qui devient son compagnon.
Elle collabora activement au journal Diélo Trouda (Cause Ouvrière) publié par le groupe d’anarchistes russes en exil.
Selon le DBMOF, elle aurait été exclue du groupe anarchiste russe en 1928 pour « pratique religieuse » : à la mort de son père elle avait allumée une bougie selon la coutume juive. Toujours est-il qu’en cette année 1928 elle fut expulsée de France avec son compagnon.

### Plateformismev/sSynthétisme
En 1926, avec Nestor Makhno, Piotr Arshinov, Valevsky, et Linsky, elle rédige  la « Plate-forme organisationnelle de l’union générale des anarchistes ».
La Plate-forme est composée de trois parties : une partie générale, sur le capitalisme et la stratégie pour le renverser ; une partie constructive, sur le projet communiste libertaire et une partie organisationnelle, sur le mouvement anarchiste lui-même.
La partie générale affirme que l’anarchisme n’est pas une « belle fantaisie ni une idée abstraite de philosophie », mais un mouvement révolutionnaire ouvrier. Elle propose une grille d’analyse reposant sur le matérialisme et la lutte des classes comme moteur de l’histoire. Dans une situation révolutionnaire, l’organisation anarchiste doit proposer une orientation « dans tous les domaines de la révolution sociale ». L’enjeu est de « relier la solution de ces problèmes à la conception générale du communisme libertaire ».
La partie constructive propose un projet société transitoire. La production industrielle suit le modèle des soviets fédérés. Pour ce qui est de la consommation et de la question agraire, la Plate-forme se démarque du « communisme de guerre » de Lénine, qui consista à spolier les campagnes pour nourrir les villes. Quant à la défense de la révolution, le modèle est celui de la Makhnovchtchina : « caractère de classe de l’armée », « volontariat », « libre discipline », « soumission complète de l’armée révolutionnaire aux masses ouvrières et paysannes ».
Pour finir, la partie organisationnelle propose quatre « principes fondamentaux » pour une organisation anarchiste : l’unité théorique, l’unité tactique, la responsabilité collective et le fédéralisme.
En avril 1927, Voline et ses amis publie un pamphlet de 40 pages « Réponse à la Plate-forme ». Le ton en est polémique, les auteurs accusent les plate-formistes de vouloir « bolcheviser » l’anarchisme. Chaque point de la Plate-forme y est décortiqué et réfuté. Le caractère de classe de l’anarchisme est nié, l’anarchisme étant également une conception « humanitaire et individuelle ». La partie constructive est comparée au « programme de transition » léniniste. Les principes organisationnels sont assimilés à de la discipline de caserne. Même la défense de la révolution, inspirée de la Makhnovchtchina, est réprouvée. Les auteurs de la Réponse y voient la « création d’un centre politique dirigeant, d’une armée et d’une police se trouvant à la disposition de ce centre, ce qui signifie, au fond, l’inauguration d’une autorité politique transitoire de caractère étatique ».
Voline est partisan de la synthèse anarchiste qui vise à surmonter les divisions internes, tant théoriques qu’organisationnelles, du mouvement anarchiste. Voline propose une synthèse des différents courants du mouvement : communiste-libertaire, anarcho-syndicaliste et individualiste. D'après Voline, ces courants sont apparentés et proches les uns des autres, ils n’existent qu'à cause d’un malentendu artificiel. Il faut donc faire une synthèse théorique et philosophique des doctrines sur lesquelles ils reposent, après quoi on pourra en faire la fusion et envisager la structure et les formes précises d’une organisation représentant ces trois tendances.

### Exil en Belgique
Elle continue cependant ses activités, organisant des campagnes d'information sur les réalités de la classe ouvrière en Russie soviétique. Le 25 novembre 1928, Ida Mett et Nicolas Lazarévitch sont expulsés de France.
Ida Mett et Nicolas Lazarévitch s'installent alors en Belgique jusqu'en 1936. En 1932, naît un fils qu'ils appellent Marc. Pendant cette période, Ida Mett fréquente les milieux libertaires et pacifistes belges.
En 1930, avec le Comité pour la libération de Francesco Ghezzi, elle rédige Au secours de Francesco Ghezzi, un prisonnier du Guépéou.
Avec Nicolas Lazarévitch, ils font des incursions illégales en France pendant deux ans, puis en 1931, en Espagne où ils rencontrent Francisco Ascaso et Buenaventura Durruti et grâce à leur aide, y organisent plusieurs réunions publiques.
Elle reprend ses études de médecine et obtient son diplôme en 1930, mais n'a le droit d'exercer ni en Belgique ni en France. 
En 1936, elle revient avec Nicolas Lazarévitch clandestinement en France et vit au Pré-Saint-Gervais. Leur naturalisation est systématiquement refusée, n'obtenant que des permis de séjour à durée limitée, et cela jusqu'à leur décès. Leur ami Boris Souvarine arrive à régulariser leur situation administrative.

### Polémiste
Ida Mett devient secrétaire du syndicat des employés du gaz à la Bourse du travail, tout en continuant de donner des articles au Libertaire et à la revue syndicaliste La Révolution prolétarienne. Elle rompt cependant en 1938 avec cette revue à la suite de la publication d’un article antisémite[réf. nécessaire]. Elle est en même temps correspondante de l’Institut international d'histoire sociale d’Amsterdam.
Le 8 juin 1940, ils sont de nouveau arrêtés puis emprisonnés. Lui est envoyé au camp du Vernet et en ressort au bout de trois mois ; quant à Ida Mett et son fils, ils sont enfermés au camp de Rieucros jusqu'en avril 1941. Ils sont transférés à Marseille, prévoyant un exil aux États-Unis. Mais cela leur est refusé. Boris Souvarine les aide et ils emménagent à La Garde-Freinet en résidence surveillée. Par la suite ils partent pour Draguignan et y restent jusqu'au printemps 1946.
Entre 1947 et 1952, Ida Mett travaille comme assistante médicale au préventorium des enfants juifs de Brunoy. Ses diplômes n’ayant jamais été reconnus, elle n’a jamais pu exercer sa profession de médecin. Cependant elle a rédigé un ouvrage sur la médecine en Union soviétique, à travers lequel elle analyse la montée de l’antisémitisme dans ce pays. Elle a été employée par la suite comme traductrice dans l’industrie chimique.
En février 1948, elle termine d'écrire son seul livre rédigé en français Souvenirs sur Nestor Makhno et dans La Commune de Cronstadt, crépuscule sanglant des soviets, elle est une des premières à dénoncer la répression de Kronstadt.
En 1957, elle contribue, avec Boris Souvarine, Lucien Laurat, Branko Lazitch, Ronald Wright, à un numéro spécial de la revue Est et Ouest (Le Communisme européen depuis la mort de Staline).

## Controverse
Dans son manuscrit Souvenirs sur Nestor Makhno, qu'elle a écrit en français, Ida Mett affirme : « Après la mort de Makhno elle [Galina Kouzmienko] est devenue la femme de Voline et ensemble avec ce dernier elle avait commis la plus grande saleté morale : tous deux, ils ont dérobé d'en dessous l'oreiller mortuaire de Makhno son journal intime et l'ont fait disparaître. Or ce journal Makhno l'avait écrit durant toute sa vie en émigration et y donnait son avis sur ses camarades d'idée [sic] et sur leur activité : je peux l'affirmer, car en 1932 Makhno m'a fait savoir qu'il aurait voulu avoir mon opinion sur un épisode dont j'étais témoin, ceci pour vérifier l'exactitude de son inscription dans son journal intime. »
Ce récit est suivi par Michel Ragon dans son roman La Mémoire des vaincus : « Ils ont trouvé le manuscrit sous l'oreiller du mort et l'ont brûlé. »

## Œuvres
- Groupe d’anarchistes russes à l’étranger, Plate-forme organisationnelle de l’union générale des anarchistes, 1926, lire en ligne.
- La Commune de Cronstadt, crépuscule sanglant des soviets, Éditions Spartacus, Paris, 1948
- Le Paysan russe dans la révolution et la post-révolution, Éditions Spartacus, Paris, 1968
- Souvenirs sur Nestor Makhno, Paris, Allia, 1983 & 2022 à titre posthume, 48 p. (ISBN 2904235027, lire en ligne)
- La Médecine en URSS, Éditions Les Îles d'Or, 1953
- L'École soviétique : enseignements primaire et secondaire, avec Nicolas Lazarévitch (préface Pierre Pascal), Éditions  Les Îles d'Or, 1954

### Sources
- Dictionnaire international des militants anarchistes : notice biographique.
- Sylvain Boulouque, Ida Gilman, dite Mett, médecin et anarchiste (Smorgone, Russie, 20 juillet 1901 – Paris, 27 juin 1973, in Archives Juives, 2001/2 (Vol. 34), 144 pages, Les Belles lettres, notice biographique.
- L'Éphéméride anarchiste : notice biographique.
- Centre international de recherches sur l'anarchisme (Lausanne) : notice bibliographique.
- Anarlivres : notice biographique.
- (es) Fondation Pierre-Besnard : notice biographique.